# Maanoog

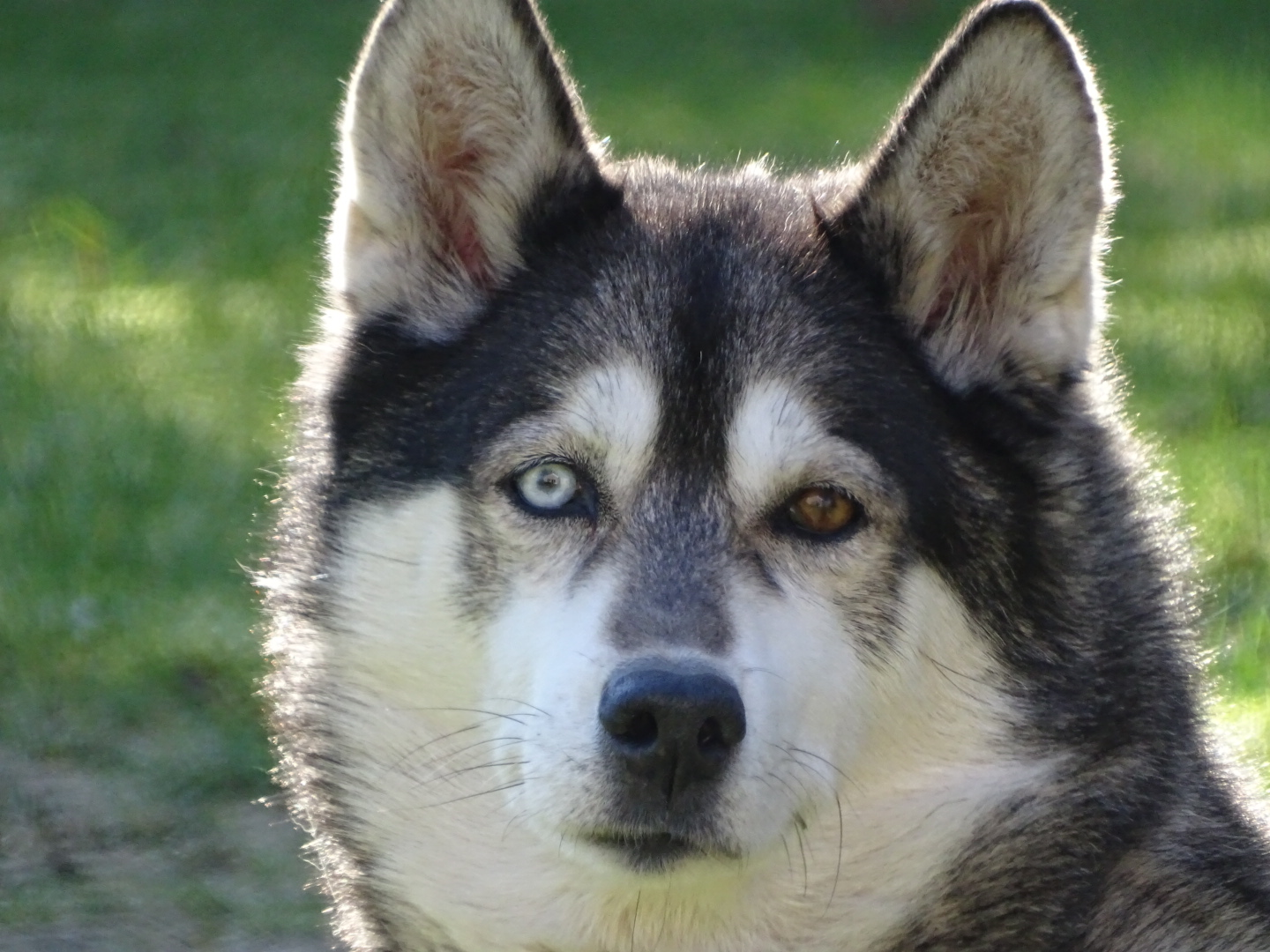
Siberische husky met een maanoog

Een maanoog is een bij sommige dieren voorkomende kleurafwijking in het oog, waardoor het oog pigment in de iris mist. Maanogen komen voor bij paarden, honden en soms ook bij mensen. Bij mensen heeft men het dan doorgaans over heterochromie. Een maanoog heeft doorgaans een lichtblauwe tot witte kleur.
Bij sommige rassen wordt een maanoog beschouwd als een afwijking, bij andere, bijvoorbeeld de husky, wordt het beschouwd als een raskenmerk. Een maanoog betekent niet dat het zicht daardoor minder is. Dit in tegenstelling tot maanblindheid, dat wel degelijk een oogaandoening is die kan leiden tot blindheid.

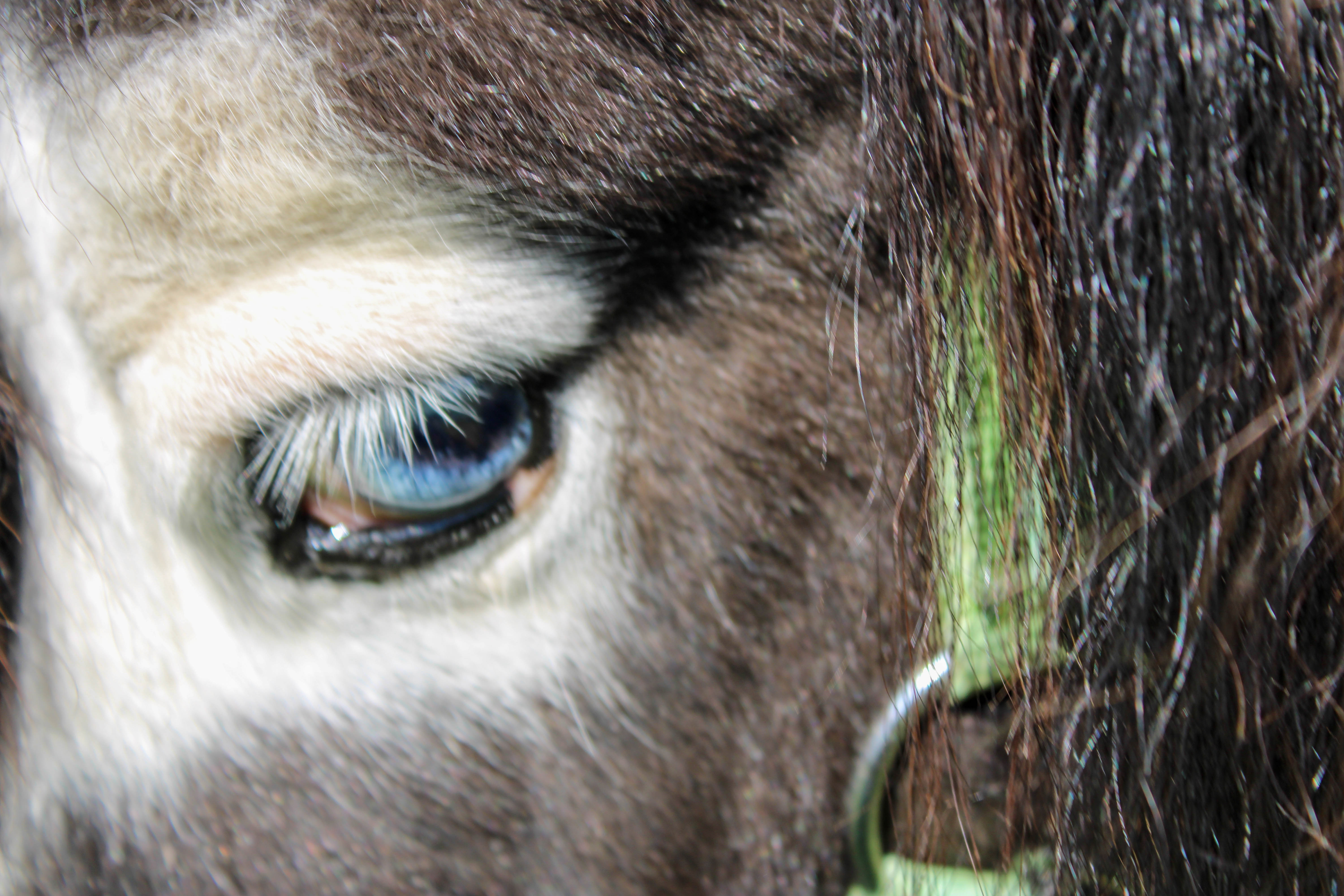
Een shetland pony met een maanoog